# 日本アルカウ会
日本アルカウ会（にっぽん／にほんアルカウかい、正字体：日本アルカウ會）は、かつて存在した日本の登山・ハイキング愛好団体。大正期に兵庫県武庫郡御影町（現・神戸市東灘区御影）に設立された。

## 概要
日本アルカウ会は、1914年（大正3年）に御影町の薬局主・草薙彊が設立した。草薙が会長となり、副会長には山口銀行員の山崎彦麿が就任した。会の設立は、前年の1913年（大正2年）2月25日に、草薙、河本が御影から六甲を経て有馬までを往復したことがその発端であった。
会員の構成および活動については、以下のような記述が残る。
活動は旅行にとどまらず、1916年に機関誌『アルカウ趣味』を発刊したのをはじめ、講演録『山岳美』の刊行（1922年）や、会歌を制定してSP盤レコードとしてリリースすることもおこなった。講演録に収録されたのは、大阪毎日新聞社の主催で1921年と1922年に実施された講演会（1922年の演者は槇有恒）である。赤井正二は、1921年の講演会（大阪市中央公会堂で開催）が、大阪地域における同趣向団体増加の一因になったと論じている。
1934年には、比良山地に独自の山小屋「望武小屋」を設置している。

## 会則（抜粋）
以下、出典は赤井正二の論文による。
第一條　本會ハ山岳秀麗ノ境ニ趣味深キ遠足ヲ試ミ身神ヲ錬磨シ剛健濶達ノ氣風ヲ興スヲ以テ目的トス。以上目的ノ實行ヲ容易ナラシムルタメ毎月二三回各日曜日ニ僅少ナル費用ヲ以テ主トシテ近畿ノ山岳ニ登リ其内一回ハ特ニ阪神手近ノ山野ヲ選ムモノトス
第二條　本會ハ前記ノアルカウ趣味ヲ鼓吹スルタメ適時之二関係アル各種ノ集會圍書ノ刊行及歩行能力ノ認定等ヲ行フモノトス